# رویال گیبرالتار
رویال گیبرالتار (انگلیسی: Royal Gibraltar) شرکت دولتی پست اسپانیایی است، که در سال ۱۸۸۶ تأسیس شد.